# Sepvret
Sepvret is een gemeente in het Franse departement Deux-Sèvres (regio Nouvelle-Aquitaine) en telt 494 inwoners (2004). De plaats maakt deel uit van het arrondissement Niort.

## Geografie
De oppervlakte van Sepvret bedraagt 16,8 km², de bevolkingsdichtheid is 29,4 inwoners per km².
De onderstaande kaart toont de ligging van Sepvret met de belangrijkste infrastructuur en aangrenzende gemeenten.

## Demografie
Onderstaande figuur toont het verloop van het inwonertal (bron: INSEE-tellingen).